# Uforglemmelig anderledes kunst
Uforglemmelig anderledes kunst er rapgruppen Ude af kontrols sjette album. Albummet indeholder hits som "Fugtig", "Phønix", "Ambitioner" og "Hangover".

## Trackliste
1. Hest
2. Ambitioner
3. Phønix
4. Skit 1 - Lones Død
5. Boomer
6. Hun Vil Bare
7. Abracadabra (One Night Stand)
8. Fugtig
9. Skit 2 - Snehvide
10. Cocahontas
11. Skal Ikk Hjem
12. 2 Baner 2 Damer
13. Hangover
14. WTF

 Der er for få eller ingen kildehenvisninger i denne artikel, hvilket er et problem. Du kan hjælpe ved at angive troværdige kilder til de påstande, som fremføres i artiklen.